# Гласберг, Гари
Гари Гласберг (англ. Gary Glasberg; 15 июля 1966, Нью-Йорк — 28 сентября 2016, Лос-Анджелес) — американский кино- и телепродюсер.

## Биография

### Карьера
Работал над сериалами «Могучие рейнджеры», «Менталист», «Кости», «Акула», «Морская полиция» и многими другими.

### Личная жизнь
Был женат на писательнице, сценаристе и ТВ-продюсере Мими Шмир. У них было двое сыновей.

### Смерть
Умер во сне по неизвестным причинам в своём лос-анджелесском доме 28 сентября 2016 года.